# 講桌

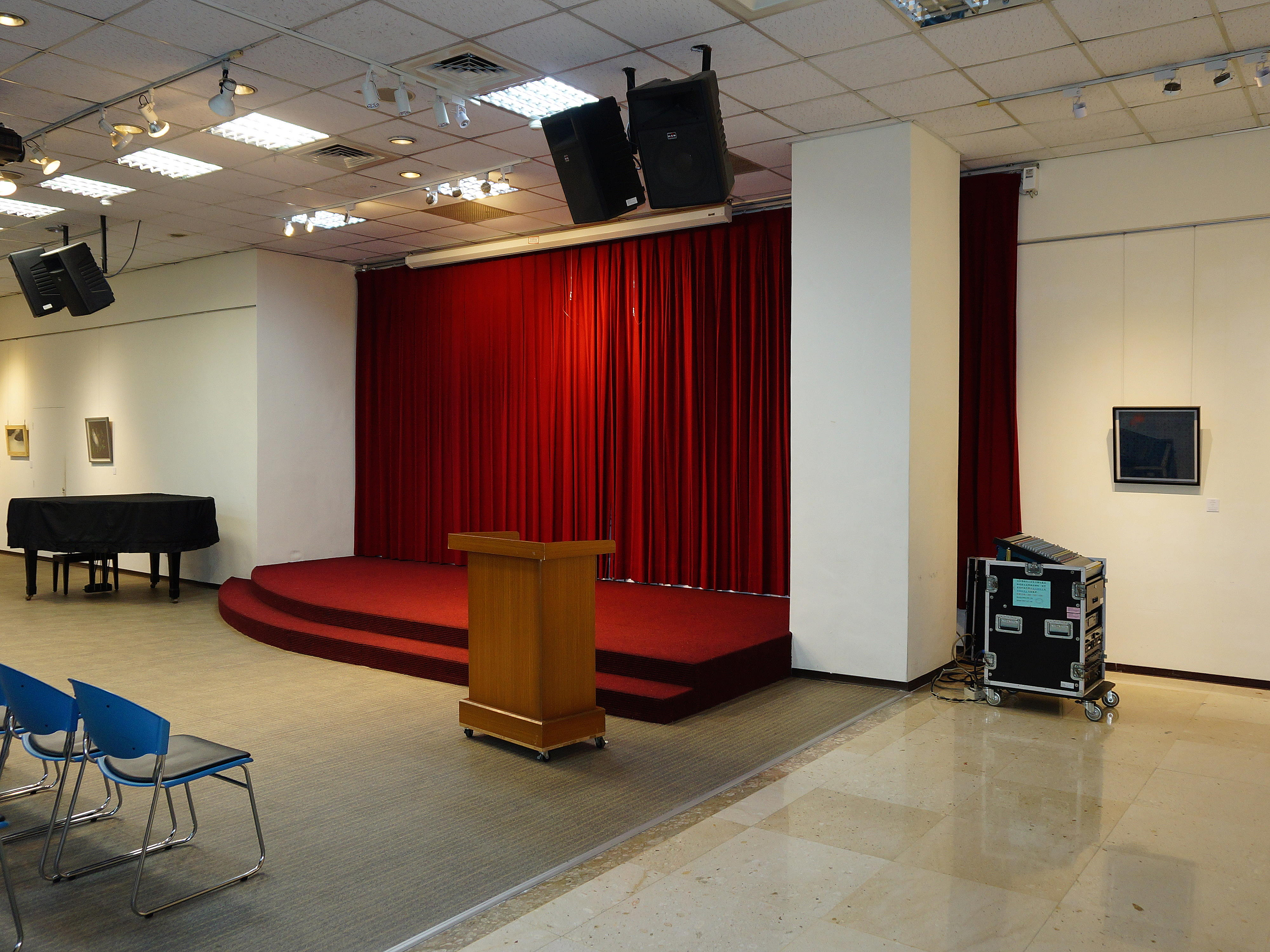
一張放置於禮堂的講桌

講桌是一种高度較高的桌子，常見於教室、禮堂和教堂。桌面上可以放置書本、文件或其他資料，有時還會設計為倾斜以及放上支架，以便文件或书籍可以放置在支架上面，同時便於演講者、教師或牧師邊閱讀邊演講、授課或布道。为了方便演講者在面对观众时能進行眼神交流和更好的發揮，有些講桌可以調整高度和倾斜度。此外，演講者經常一邊發表談話，一邊站立在講桌前。